# Aittosaari (ö i Södra Savolax, Nyslott, lat 62,15, long 28,65)
Aittosaari är en ö i Finland. Den ligger i sjön Enonvesi och i kommunen Enonkoski i den ekonomiska regionen  Nyslott  och landskapet Södra Savolax, i den sydöstra delen av landet, 290 km nordost om huvudstaden Helsingfors. Öns area är 8 hektar och dess största längd är 0,6 kilometer i sydöst-nordvästlig riktning.